# Junki Koike
Junki Koike (小池 純輝 Koike Junki?), född 11 maj 1987 i Saitama prefektur, är en japansk fotbollsspelare.
Koike började sin karriär 2006 i Urawa Reds. Efter Urawa Reds spelade han för Thespa Kusatsu, Mito HollyHock, Tokyo Verdy, Yokohama FC, JEF United Chiba och Ehime FC.